# Zoltán Pálkovács
Zoltán Pálkovács (Rimavská Sobota, 6 de agosto de 1981 – Viena, 25 de setembro de 2010) foi um judoca eslovaco de etnia húngara. Ele morreu em um acidente de trânsito próximo a Aspang-Markt, na Áustria, em 2010.